# Pic de Chanchou
Le pic de Chanchou est un sommet des Pyrénées françaises qui culmine à 2 949 m d'altitude, dans le massif d'Ardiden. Il s'agit du troisième plus haut sommet du massif, après le pic d'Ardiden (2 988 m) et le pic de Barbe de Bouc (2 964 m). C'est le second plus haut sommet du cirque de Culaus, après le pic d'Ardiden et le second plus haut sommet du ravin du Lac Noir, une portion de vallée pierreuse voisine de la vallée de Cestrède, après le pic de Barbe de Bouc.

## Géographie

### Situation
Il est situé dans le département des Hautes-Pyrénées, dans le massif d'Ardiden, au-dessus de la ville de Luz-Saint-Sauveur, à l'intersection entre le cirque de Culaus, le ravin du Lac Noir et le vallon du Badet d'Aubiste. Le pic d'Ardiden est situé à 1,5 km au nord du pic de Chanchou.

### Topographie
Le pic de Chanchou est le sommet le plus occidental de la crête de Bastampe, qui s'étend sur plus de trois kilomètres jusqu'au soum de Caubarole (2 386 m) à l'est, et le relie au pic de Barbe de Bouc. Il est également relié au pic d'Ardiden par la crête d'Aubiste.

### Géologie
Le massif d'Ardiden est un massif granitique.

## Voies d'accès
La voie normale se fait depuis la Fruitière (vallée de Lutour), pour un dénivelé de 1 600 m : cet itinéraire consiste à remonter le cirque de Culaus depuis la vallée du Lutour pour atteindre le col de Culaus (2 565 m). Il faut alors remonter la crête sud du pic de Chanchou, à la fois raide et instable (passages d'escalade de I-II).
Il est également possible de passer par le vallon du Badet d'Aubiste et le lac de Badet (1 800 m de dénivelé), à l'instar du pic de Barbe de Bouc.
La crête d'Aubiste est une course d'escalade simple (PD+/AD), mais en rocher médiocre.